# Andy Enfield
Andrew William Enfield, meglio noto come Andy Enfield (Shippensburg, 8 giugno 1969), è un allenatore di pallacanestro statunitense.